# Thürkow
Thürkow é um município da Alemanha, situado no distrito de Rostock, no estado de Mecklemburgo-Pomerânia Ocidental. Tem 14,61 km² de área, e sua população em 2019 foi estimada em 375 habitantes.